# Lejokus
Lejokus is een geslacht van hooiwagens uit de familie Podoctidae.
De wetenschappelijke naam Lejokus is voor het eerst geldig gepubliceerd door Roewer in 1949. 

## Soorten
Lejokus is monotypisch en omvat slechts de volgende soort:
- Lejokus silvestris